# Brod na Kupi
Brod na Kupi je mjesto u Hrvatskoj. Nalazi se u Primorsko-goranskoj županiji. 

## Zemljopis
Brod na Kupi se nalazi u Gorskom kotaru, na području grada Delnica. Brod na Kupi je maleno naselje smješteno u dolini gornjeg toka rijeke Kupe, na samoj granici s Republikom Slovenijom, i u njemu se nalazi granični prijelaz koji je dio državne ceste D203.

## Stanovništvo
Mjesto ima 207 stanovnika, prema popisu iz 2011. godine. Pripada poštanskom uredu 51301 Brod na Kupi.
| broj stanovnika | 172   | 187   | 197   | 174   | 189   | 266   | 196   | 166   | 125   | 171   | 179   | 161   | 150   | 176   | 248   | 207   | 156   |
|                 | 1857. | 1869. | 1880. | 1890. | 1900. | 1910. | 1921. | 1931. | 1948. | 1953. | 1961. | 1971. | 1981. | 1991. | 2001. | 2011. | 2021. |

## Povijest
Na mjestu gdje se na putu iz Hrvatske u Kranjsku prelazilo preko Kupe brodom ("skelom"), već se u XV. stoljeća javlja naselje otvorenog tipa, jednostavne ortogonalne planimetrije. U središtu naselja sagradili su Zrinski svoj dvor, trokatnu građevinu kvadratnog tlocrta, te oko nje (danas porušene) vanjske utvrde. Kaštel Zrinskih u Brodu na Kupi datira iz 1651. godine. Sagradio ga je knez Petar Zrinski, vjerojatno na mjestu starijeg kaštela obitelji Zrinski nakon 1577. god. ili još starijeg Frankopanskog kaštela iz XV st. ili ranije. Kaštel prezentira tip građevine koja spaja fortifikacijsku funkciju sa stambenom, te pripada tipu tvrđave - palače. U neposrednoj pozadini dvorca, kao zajednički dio stare jezgre naselja nekad okružene zidom, smještena je župna crkva Sv. Marije Magdalene koju je 1670. godine u baroknom stilu dao sagraditi hrvatski plemić Petar Zrinski. Obnavljana je u XVIII. stoljeću, a paljevinom i djelomičnim rušenjem u II. svjetskom ratu izgubila je svojstvo baroknog spomenika. Crkva je jednobrodna s poligonalnim prezbiterijem i zvonikom na pročelju.

## Obrazovanje
- Osnovna škola Frana Krste Frankopana

## Turizam
Malo je područja u Hrvatskoj koja pružaju toliko mogućnosti za ribolov i turizam. Posjetiteljima Broda na Kupi su dostupni podaci o režimu ribolova na svakom od riječnih tokova toga područja: Kupi, Kupici i Curku. U rijekama se od ribljih vrsta mogu loviti: obična i potočna pastrva, lipljan, klen, mrena i druge. Rijeka Kupa je odličan teren za razne sportske aktivnosti od kojih se po atraktivnosti ističu kajak, kanu i rafting.  

## Sport
Od 2005. godine održava se utrka za učenike i studente Kros Novog lista dolinom Kupe. kao i međunarodni plivački miting Kupom uzvodno - u rijeci su postavljene plivačke staze, a glavna disciplina je 25m uzvodno slobodnim stilom.

## Udruge
- Udruga Kupa
- ŠRU Goran
- Lovačko društvo Divokoza

## Galerija
- Kaštel Zrinski u Brodu na Kupi
- Kupa kod Broda na Kupi
- Kupica pokraj naselja Brod na Kupi
- Ušće Kupice u Kupu pokraj Broda na Kupi
- Grb naselja Brod na Kupi

## Vanjske poveznice
- Udruga Kupa - Brod na Kupi
- Grad Delnice
- Turistička zajednica Grada Delnica